# 山本奨
山本 奨（やまもと しょう、1996年11月12日 - ）は、埼玉県春日部市出身のプロサッカー選手。ポジションはFW。

## 経歴
小学生時代は春日部大増サンライズでプレー。
武南高等学校を経て、2015-16シーズンにスペイン5部のCDラティーナに入団。1シーズンで31試合8得点を記録。
2016年夏にモンテネグロのFKルダル・プリェヴリャに加入後、OFKペトロヴァツに移籍した。2019年夏にセルビア・スーペルリーガのFKスパルタク・スボティツァに移籍。
2022年、プルセバヤ・スラバヤに移籍。同年10月1日のカンジュルハン・スタジアムの悲劇では決勝点を挙げている。